# Dadong (sockenhuvudort i Kina, Jiangxi Sheng, lat 29,49, long 114,95)
Dadong är en sockenhuvudort i Kina. Den ligger i provinsen Jiangxi, i den sydöstra delen av landet, omkring 130 kilometer nordväst om provinshuvudstaden Nanchang. Antalet invånare är 7 035. Befolkningen består av 3 460 kvinnor och 3 575 män. Barn under 15 år utgör 22,0 %, vuxna 15-64 år 68 %, och äldre över 65 år 8,0 %.
Runt Dadong är det ganska tätbefolkat, med 93 invånare per kvadratkilometer. Närmaste större samhälle är Longgang, 15,2 km norr om Dadong. I omgivningarna runt Dadong växer i huvudsak blandskog.
Genomsnittlig årsnederbörd är 2 238 millimeter. Den regnigaste månaden är maj, med i genomsnitt 386 mm nederbörd, och den torraste är januari, med 46 mm nederbörd.